# Vin liturgique
Pour les articles homonymes, voir Saint Sang.

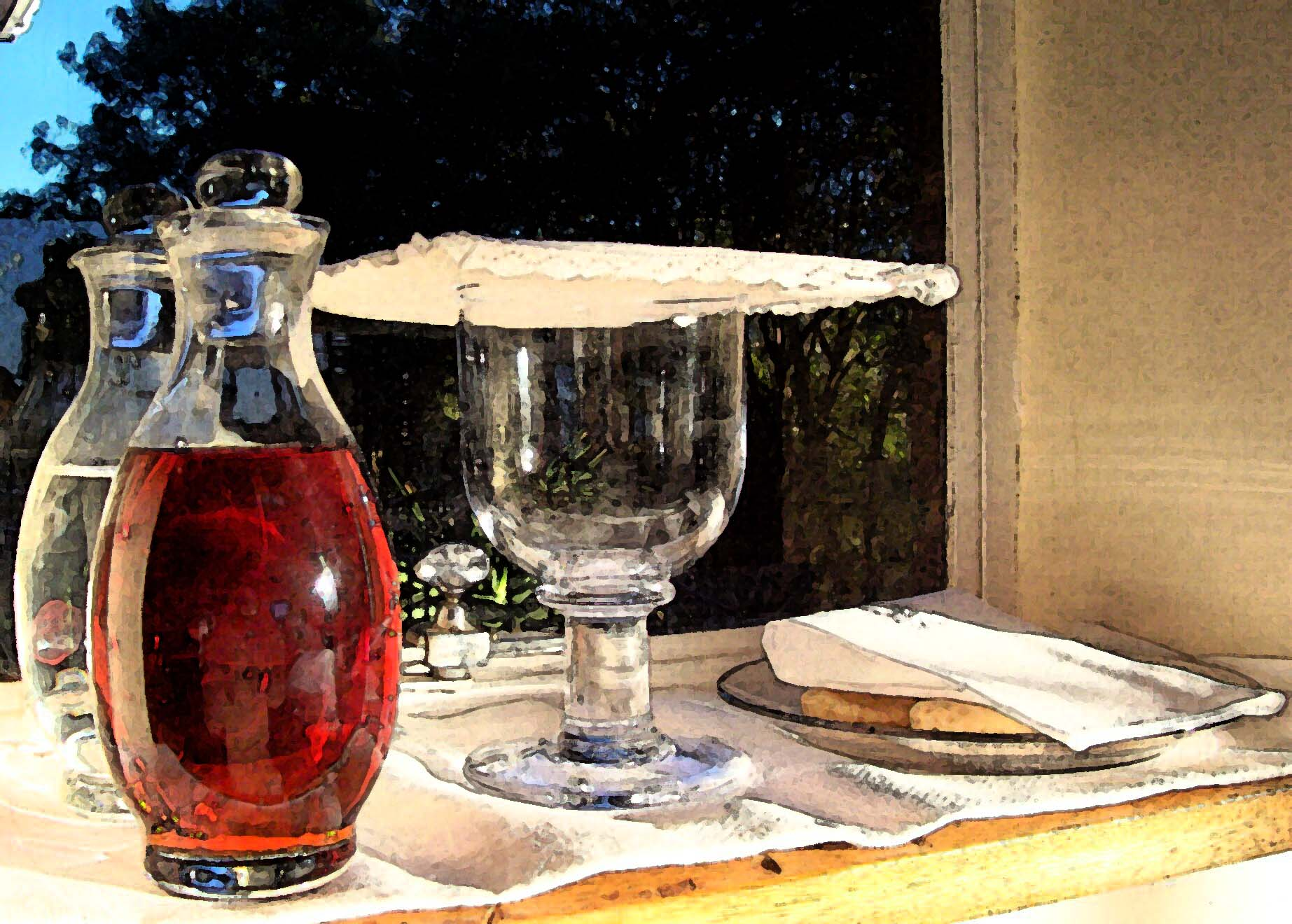
Vin de messe au monastère de Themba, Grahamstown, Afrique du Sud.

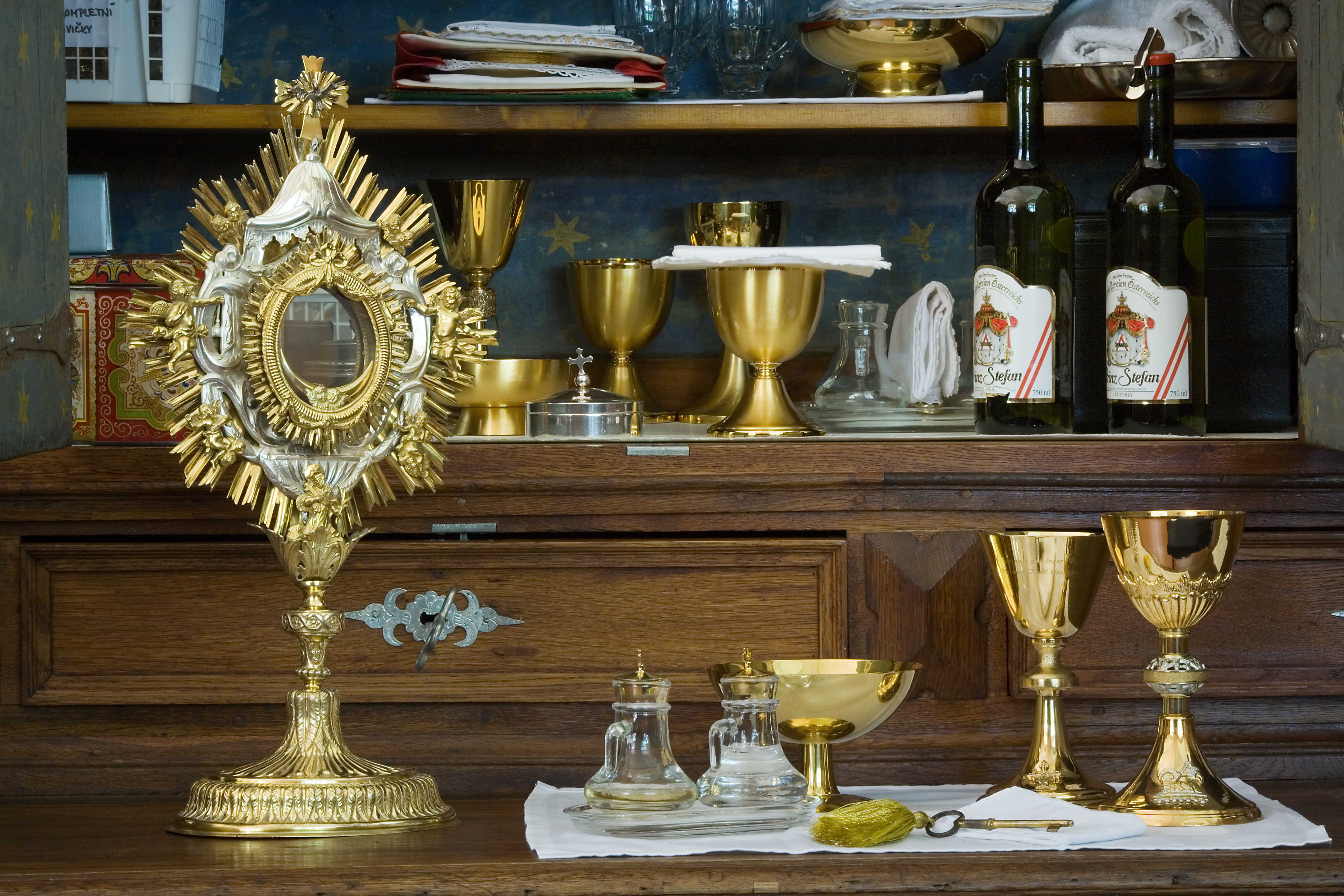
Les récipients du vin liturgique dans une sacristie : en haut à droite : bouteilles de vin ; en bas au centre : burettes en verre ; en bas à droite : calices.

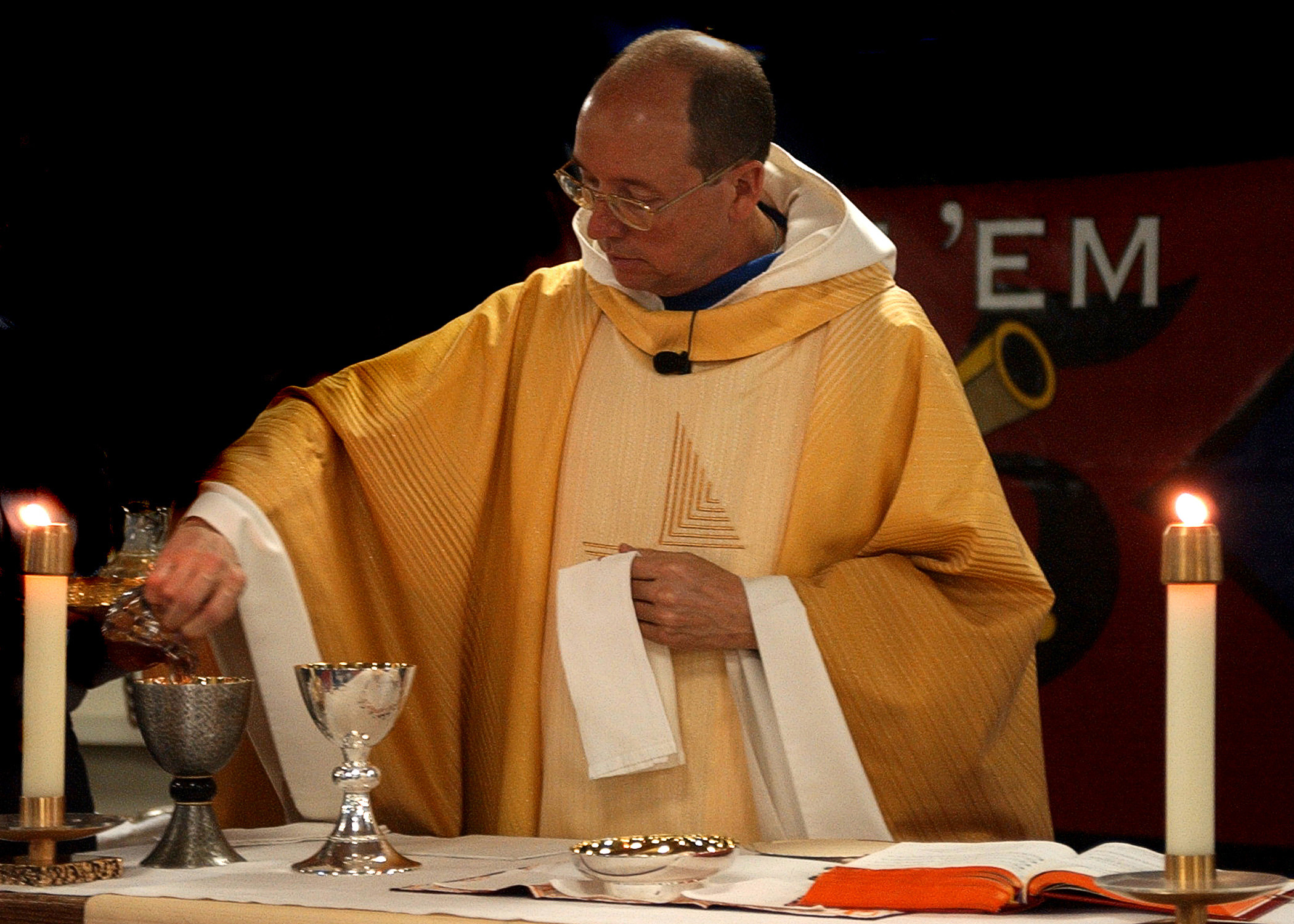
Préparation de la consécration du vin de messe.

Le vin liturgique  ou vin de messe, appelé Saint Sang par les catholiques, est un vin utilisé dans la liturgie chrétienne, dans le cadre de la célébration de l'Eucharistie. Le vin de messe doit provenir de raisins fermentés sans ajout de sucre (chaptalisation) et sans aucun additif (ce qui exclut le vin doux naturel ou vin muté, et le vin refermenté par adjonction de levure ou d'autres produits comme dans le cas du champagne).
D'autres religions non chrétiennes font également usage de vin dans leurs cérémonies, par exemple les libations dans les religions de l'Antiquité ; le judaïsme utilise également du vin lors d'un kiddouch.

## Histoire
Dans les textes de l'Évangile selon saint Marc, le vin représente le Sang de Jésus-Christ. Les différentes époques chrétiennes ont utilisé le vin de cette façon, lors des célébrations eucharistiques. Dans les premières célébrations de l'Eucharistie, le vin était consacré et partagé parmi toutes les personnes présentes :
« La coupe de bénédiction que nous bénissons, n'est-elle pas la communion au Sang du Christ ? Le pain que nous rompons, n'est-il pas communion au Corps du Christ ? Puisqu'il y a un seul pain, nous sommes tous un seul Corps ; car tous nous participons à cet unique pain » (1Co 10,16-17).
Le dogme catholique enseigne que le vin devient vraiment, réellement et substantiellement le Corps et le Sang du Christ lors de la transsubstantiation. 
Au fil du temps, toutefois, en raison de nombreux facteurs, notamment de l'hygiène et de l'hérésie (comme celle de Jan Hus), le vin de communion a été réservé aux ministres du culte (prélats, prêtres, diacres). Dans le christianisme orthodoxe oriental, uniate ou non, comme dans les protestantismes, la communion demeure sous les 2 espèces. 
Quand les célébrations des églises sont devenues plus élaborées, et les cérémonies plus coûteuses, il est devenu habituel que le vin soit un vin blanc car il ne tachait pas les tissus de l'autel, souvent très coûteux,. Le vin peut être plus ou moins doux. Ce dernier étant généralement choisi car plus agréable au palais lorsque le prêtre célèbre à jeun.
Dans la liturgie catholique, le Sang est célébré lors du mois de juillet. La fête du Précieux Sang du 1er juillet, devenue fête universelle en 1849, a été supprimée du calendrier liturgique en 1970. Seule une congrégation continue : les Adoratrices du Très Précieux Sang de Notre Seigneur Jésus-Christ, dont la maison-mère se trouve à Saint-Hyacinthe, au Québec.
Comme en Flandre, il est aussi un objet de dévotion  qui a donné son nom à des congrégations religieuses comme les Missionnaires du Précieux-Sang et les Filles de la charité du Très Précieux Sang.

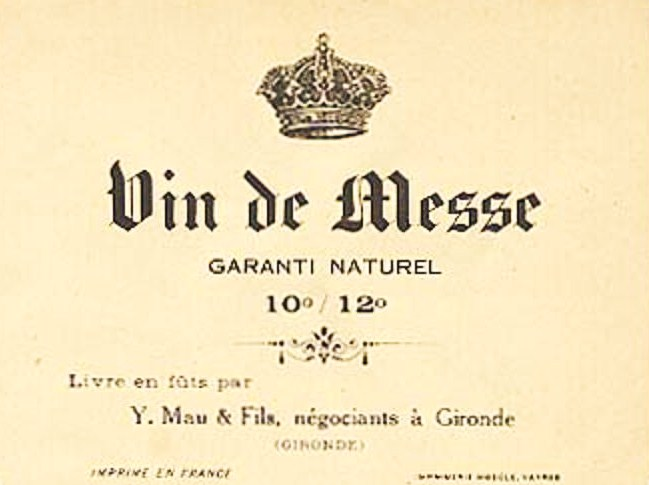
Carte publicitaire pour un vin de messe naturel.

Le vin est l'une des composantes de l'eau grégorienne – mélange de quatre éléments, préalablement bénits  : sel, eau, cendre, vin – qui sert aux bénédictions des autels et aux dédicaces des églises. Le vin symbolise alors l'abondance des temps célestes. 
Bien évidemment, cette objection ne tient pas pour les communautés protestantes où la paramentique est très sobre. Le vin utilisé durant l'office dépend du budget voté pour cet usage par le conseil presbytéral (consistoire en Belgique, en Alsace et dans le Jura). Dans les régions viticoles (pour la France, l'Alsace, le Jura, le Languedoc), on s'oriente généralement vers un vin d'origine locale ; le budget orientant le choix vers un AOC ou un VDQS.
Dans le rite catholique romain, avant d'être consacré, le vin liturgique est généralement contenu dans une burette, porté en procession, transvasé dans le calice et coupé avec un peu d'eau.